# آبرانتس
شهر ابرانتس (به پرتغالی: Abrantes) در ابرانتس در کشور پرتغال واقع شده‌است. جمعیت این شهر ۱۸٬۶۰۰ نفر است. در تاریخ ۱۴ ژوئن ۱۹۱۶ به عنوان شهر شناخته شد.